# Антипов, Аркадий Антонович
Арка́дий Анто́нович Анти́пов (1 января 1937, Абай, Мари-Турекский район, Марийская АССР, РСФСР, СССР — 8 марта 2007, Йошкар-Ола, Марий Эл, Россия) — токарь-расточник, станочник Марийского машиностроительного завода (1960―2005). Полный кавалер ордена Трудовой Славы.

## Биография
Родился 1 января 1937 года в деревне Абай ныне Мари-Турекского района Марий Эл в марийской крестьянской семье. Окончил 7 классов средней школы.
В 1960—2005 годах — токарь-расточник, станочник Марийского машиностроительного завода. Имел несколько авторских патентов на изобретения.
В 2005 году вышел на заслуженный отдых.
Скончался 8 марта 2007 года в Йошкар-Оле, похоронен там же.

## Награды
- Орден Трудовой Славы (07.04.1978; 10.06.1985; 06.08.1991)[1][2][3][4]

## Память
На здании Марийского машиностроительного завода (г. Йошкар-Ола, ул. Суворова, 15) ему установлена мемориальная доска.